# Murilamprops brasiliensis
Murilamprops brasiliensis är en kräftdjursart som beskrevs av Daniel Reyss 1978. Murilamprops brasiliensis ingår i släktet Murilamprops och familjen Lampropidae. Inga underarter finns listade i Catalogue of Life.